# Ellen Bakker
Ellen Bakker (ur.  1958, zm.  2004) – holenderska brydżystka z tytułami World International Master w kategorii Kobiet (WBF) oraz European Master (EBL).

## Wyniki brydżowe

### Olimpiady
Na olimpiadach uzyskała następujące rezultaty:
| Olimpiady brydżowe. Zawody teamów | Olimpiady brydżowe. Zawody teamów | Olimpiady brydżowe. Zawody teamów | Olimpiady brydżowe. Zawody teamów | Olimpiady brydżowe. Zawody teamów | Olimpiady brydżowe. Zawody teamów |
| Rok                               | Miejsce                           | Zawody                            | Kategoria                         | Drużyna                           | Pozycja                           |
| --------------------------------- | --------------------------------- | --------------------------------- | --------------------------------- | --------------------------------- | --------------------------------- |
| 1992                              | Salsomaggiore                     | 9. Olimpiada Teamów               | Kobiety                           | Netherlands                       | 5                                 |

### Zawody światowe
W światowych zawodach zdobyła następujące lokaty:
| Mistrzostwa Świata. Konkurencja teamów | Mistrzostwa Świata. Konkurencja teamów | Mistrzostwa Świata. Konkurencja teamów | Mistrzostwa Świata. Konkurencja teamów | Mistrzostwa Świata. Konkurencja teamów | Mistrzostwa Świata. Konkurencja teamów |
| Rok                                    | Miejsce                                | Zawody                                 | Kategoria                              | Drużyna                                | Pozycja                                |
| -------------------------------------- | -------------------------------------- | -------------------------------------- | -------------------------------------- | -------------------------------------- | -------------------------------------- |
| 1991                                   | Jokohama                               | 30. Mistrzostwa Świata Teamów          | Kobiety                                | Netherla                               | 9                                      |
| 1989                                   | Perth                                  | 29. Mistrzostwa Świata Teamów          | Kobiety                                | Netherlands                            | 2                                      |

| Mistrzostwa Świata. Konkurencja par | Mistrzostwa Świata. Konkurencja par | Mistrzostwa Świata. Konkurencja par | Mistrzostwa Świata. Konkurencja par | Mistrzostwa Świata. Konkurencja par | Mistrzostwa Świata. Konkurencja par |
| Rok                                 | Miejsce                             | Zawody                              | Kategoria                           | Partner                             | Pozycja                             |
| ----------------------------------- | ----------------------------------- | ----------------------------------- | ----------------------------------- | ----------------------------------- | ----------------------------------- |
| 1990                                | Genewa                              | 8. Mistrzostwa Świata               | Miksty                              | Jhpm Begas                          | 46                                  |
| 1990                                | Genewa                              | 8. Mistrzostwa Świata               | Kobiety                             | Ine Gielkens                        | 29                                  |

### Zawody europejskie
W europejskich zawodach zdobyła następujące lokaty:
| Zawody europejskie. Konkurencja teamów | Zawody europejskie. Konkurencja teamów | Zawody europejskie. Konkurencja teamów | Zawody europejskie. Konkurencja teamów | Zawody europejskie. Konkurencja teamów | Zawody europejskie. Konkurencja teamów |
| Rok                                    | Miejsce                                | Zawody                                 | Kategoria                              | Drużyna                                | Pozycja                                |
| -------------------------------------- | -------------------------------------- | -------------------------------------- | -------------------------------------- | -------------------------------------- | -------------------------------------- |
| 1992                                   | Ostenda                                | 2. Mistrzostwa Europy Mikstów          | Miksty                                 | Bakker                                 | 10                                     |
| 1991                                   | Killarney                              | 40. Mistrzostwa Europy Teamów          | Kobiety                                | Netherlands                            | 3                                      |
| 1989                                   | Turku                                  | 39. Mistrzostwa Europy Teamów          | Kobiety                                | Netherlands                            | 2                                      |

| Zawody europejskie. Konkurencja par | Zawody europejskie. Konkurencja par | Zawody europejskie. Konkurencja par | Zawody europejskie. Konkurencja par | Zawody europejskie. Konkurencja par | Zawody europejskie. Konkurencja par |
| Rok                                 | Miejsce                             | Zawody                              | Kategoria                           | Partner                             | Pozycja                             |
| ----------------------------------- | ----------------------------------- | ----------------------------------- | ----------------------------------- | ----------------------------------- | ----------------------------------- |
| 1997                                | Haga                                | 9. Mistrzostwa Europy Par           | Open                                | Mark Bakker                         | 290                                 |
| 1992                                | Ostenda                             | 2. Mistrzostwa Europy Mikstów       | Mikst                               | Jhpm Begas                          | 115                                 |
| 1991                                | Killarney                           | 1. Mistrzostwa Europy Mikstów       | Kobiety                             | Ine Gielkens                        | 17                                  |
| 1989                                | Turku                               | 39. Mistrzostwa Europy Teamów       | Kobiety                             | Ine Gielkens                        | 20                                  |
| 1987                                | Brighton                            | 4. Mistrzostwa Europy Par           | Kobiety                             | Ine Gielkens                        | 41                                  |

## Klasyfikacja
- Ellen Bakker – klasyfikacja WBF (ang.)
- Ellen Bakker – klasyfikacja EBL (ang.)